# Бакишсай
Бакишса́й (каз. Бақышсай) — село у складі Келеського району Туркестанської області Казахстану. Входить до складу Ошактинського сільського округу.
До 2002 року село називалось Кизилжулдиз.
Населення — 278 осіб (2021; 261 у 2009, 203 у 1999, 150 у 1989).